# Base aérienne de Phalsbourg-Bourscheid
Le quartier La Horie est une base militaire de l'Armée de terre française située sur le territoire des communes de Bourscheid, Mittelbronn, Saint-Jean-Kourtzerode et Zilling, à trois kilomètres à l'ouest de la ville de Phalsbourg, dans le sud-est du département de la Moselle. 
C'est une ancienne base aérienne de l'United States Air Forces in Europe construite dans les années 1950 et appelée « Phalsbourg-Bourscheid Air Base ». Elle a pris son nom actuel après le départ des troupes américaines en 1967 et accueille désormais le 1er régiment d'hélicoptères de combat.

## Histoire

### Contexte et construction
Avant 1940, il existait un petit terrain d'aviation, avec une piste en herbe, en bordure de la route nationale 4 près de Saint-Jean-Kourtzerode. L'aérodrome est utilisé par la Luftwaffe au cours de la Seconde Guerre mondiale.
En 1950, les États-Unis et l'OTAN entament des négociations avec les autorités françaises pour établir des bases aériennes en France. Les Américains souhaitent disposer d'une base en Alsace ou en Lorraine en raison de leur situation géographique à proximité du Rhin.
C'est le petit terrain d'aviation situé à l'ouest de Phalsbourg qui est finalement retenu pour la construction d'une importante base aérienne aux normes OTAN.
En 1952, l'United States Air Forces in Europe envisage d'installer un escadron à Phalsbourg dès 1955 et créé le 7040th Air Base Squadron pour administrer la base et coordonner sa construction. Le tracé de la route nationale 4 est modifié vers le sud et les travaux débutent à l'été 1952.
En 1954, la construction de la Phalsbourg-Bourscheid Air Base est presque achevée. À l'été 1955, les pistes et hangars sont construits mais la base n'est pas encore habitable. Le 4 février 1955, la Twelfth Air Force prend possession de la base mais aucun escadron ni aéronefs ne lui sont encore assignés. Le Tactical Air Command informe l'USAFE qu'en raison de restrictions budgétaires, aucun escadron de chasseurs/bombardiers stratégiques ne pourra être assigné à Phalsbourg avant 1961.
La conception de la base permet d'éloigner autant que possible les aéronefs au sol les uns des autres grâce à l'aménagement d'un système de marguerites comportant des abris en dur. Ces abris peuvent d'ailleurs être recouverts de terre afin d'offrir une protection supplémentaire. Les marguerites comportent quinze à dix-huit abris disposés autour d'un grand hangar central. Chaque abri accueillent deux aéronefs, ils étaient espacés de cinquante mètres. Les escadrons sont affectés à un complexe d'abris et de hangar distinct.
Un embranchement ferroviaire, relié à la ligne de Réding à Diemeringen, est construit sur demande des Américains en prévision d'un réapprovisionnement en kérosène et pièces détachées pour les appareils qui stationneront sur la base.
Deux cités sont construites à Phalsbourg et à Sarrebourg entre 1955 et 1957 pour héberger les personnels américains. Le 28 septembre 1959, elles sont nommées cité Clark et cité Perkins en mémoire du colonel Walter E. Clark et du capitaine William J. Perkins morts en service aérien le 30 avril 1958 entre Hérange et Fleisheim. 
En 1955, le 7486th Air Base Group succède au 7040th Air Base Squadron. La base à peine achevée est placée en réserve.

### 23rd Helicopter Squadron

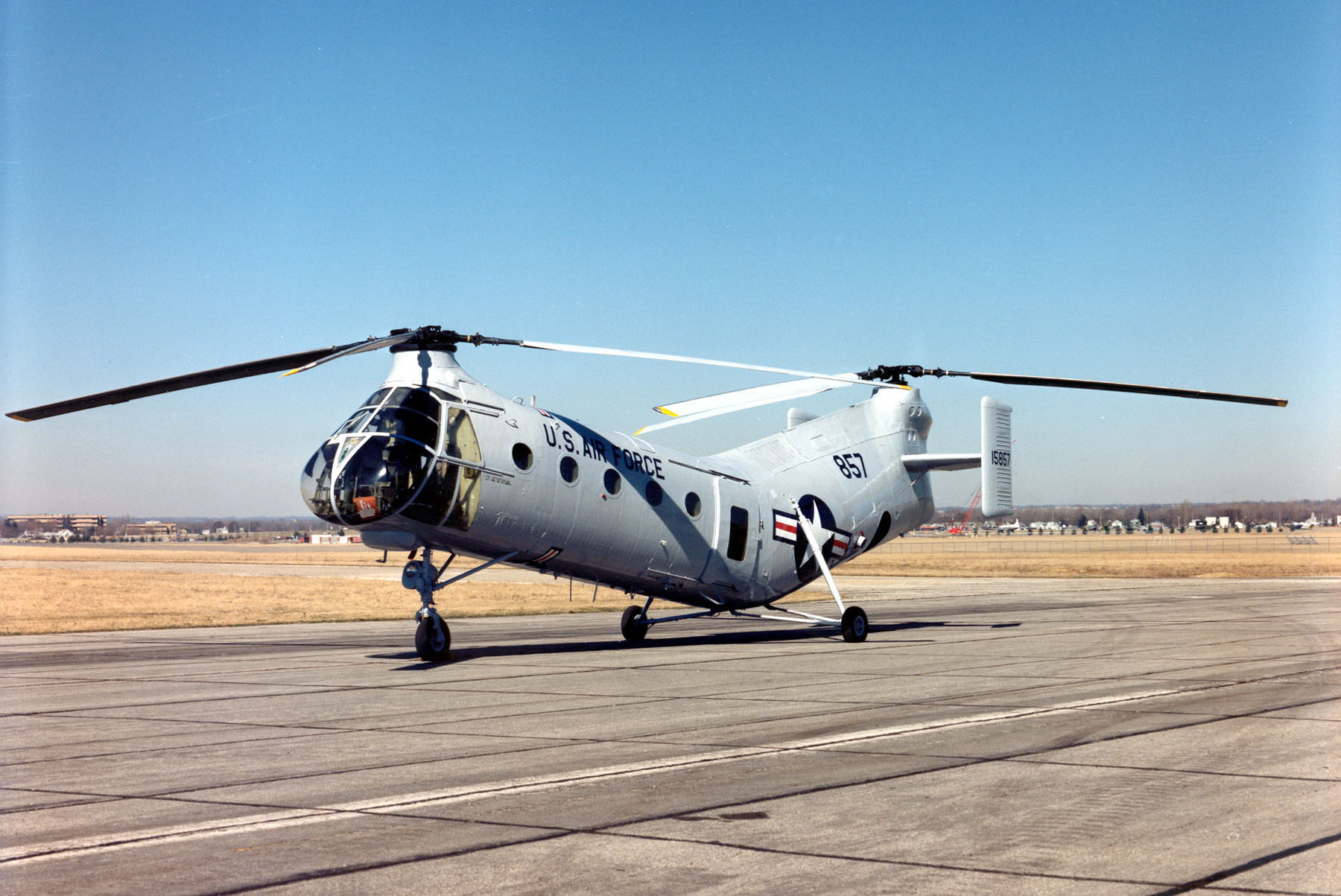
Un CH-21 Shawnee.

La première unité de l'US Air Force qui stationne sur la base est le 23rd Helicopter Squadron. Cet escadron est créé le 9 juillet 1956 sur la « Sewart Air Force Base » dans le Tennessee, il est déployé à Phalsbourg en novembre de la même année.
Le 23rd dispose de Vertol H-21. Ces hélicoptères ont été expédiés par voie maritime depuis la base aérienne de Brookley en Alabama jusqu'à Bremerhaven en Allemagne puis se sont envolés jusqu'à Phalsbourg.
Le 23rd comportait quatre détachements :
- les détachements 1 et 4 étaient basés à Phalsbourg et disposaient de dix H-21 ;
- le détachement 2 était basé à Wethersfield au Royaume-Uni et disposait de quatre H-21 ;
- le détachement 3 était basé à Wheelus Air base en Libye et disposait également de quatre H-21.

Le 23rd était le seul escadron d'hélicoptères de l'US Air Forces in Europe et connaissait des difficultés de fonctionnement. Son budget était insuffisant et, en France, ses hélicoptères n'avaient pas le droit de voler la nuit. Les hélicoptères de Wethersfield étaient équipés pour les vols de sauvetage air-mer, tandis que ceux de Wheelus soutenait le 7272nd Flying Training Wing dans les opérations de tir d'artillerie d'essais en vol du programme de missile de croisière Matador.
Le 23rd est finalement désactivé le 8 janvier 1958 et les dix hélicoptères basés à Phalsbourg retournent à Brookley.

### 10th and 66th Tactical Reconnaissance Wings
En janvier 1958, le 10th Tactical Reconnaissance Wing basé à Spangdahlem Air Base en Allemagne déploie les 32nd et 38th Tactical Reconnaissance Squadrons, équipés de Republic F-84 Thunderjet, à Phalsbourg. Ce déploiement est dû à des travaux de réparation et de rénovation de la piste de Spangdahlem. En mai, le 10th Tactical Reconnaissance Wings reçoit les nouveaux McDonnell F-101 Voodoo en provenance des États-Unis contigus et les escadrons de RF-84 sont transférés au 66th Tactical Reconnaissance Wing basé à Sembach Air Base également en Allemagne.
Les infrastructures de Sembach ne convenaient pas aux RF-84, par conséquent les 32nd et 38th escadrons du 66th Tactical Reconnaissance Wings sont transférés à Phalsbourg au printemps et à l'été 1958.
Le 66th Tactical Reconnaissance Wings ne resta pas longtemps à Phalsbourg, il est transféré à Laon-Couvron en septembre 1958.

### 513th Fighter Interceptor Squadron

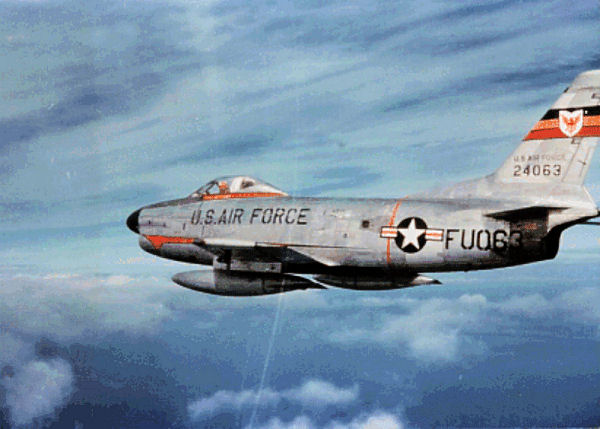
Un F-86D-45-NA Sabre du 513th Fighter Interceptor Squadron.

Le 513th Fighter Interceptor Squadron, en provenance de la base de Manston en Angleterre, arrive à Phalsbourg le 16 avril 1958. Le 513th FIS est équipé de North American F-86 Sabre pour les missions de défense aérienne, il fait partie du 406th Fighter-Bomber Wing.
L'escadron dispose de vingt-six F-86, il est commandé par le colonel Robert Rankin, un ancien membre du 56th Fighter Group qui s'est illustré au cours de la Seconde Guerre mondiale.
Le 1er mai, le 406th Fighter-Bomber Wing est désactivé. Le 513th Fighter Interceptor Squadron est alors rattaché au 86th Fighter-Interceptor Wing de Ramstein Air Base en Allemagne mais reste basé à Phalsbourg.
Durant les cinq années suivantes, les F-86 assurent la défense aérienne de l'Europe de l'Ouest. En janvier 1959, les Convair F-102 Delta Dagger commencent à remplacer les F-86 pour la défense aérienne.
Le 513th Fighter Interceptor Squadron est rattaché à la 86th Air Division en vue de sa désactivation. En novembre et décembre 1960, les F-86 quittent Phalsbourg et le 513th est désactivé le 8 janvier 1961.
Avec le départ des F-86, la base de Phalsbourg est à nouveau placée en réserve. Elle est administrée par le 7486th Air Base Group.

### Crise de Berlin

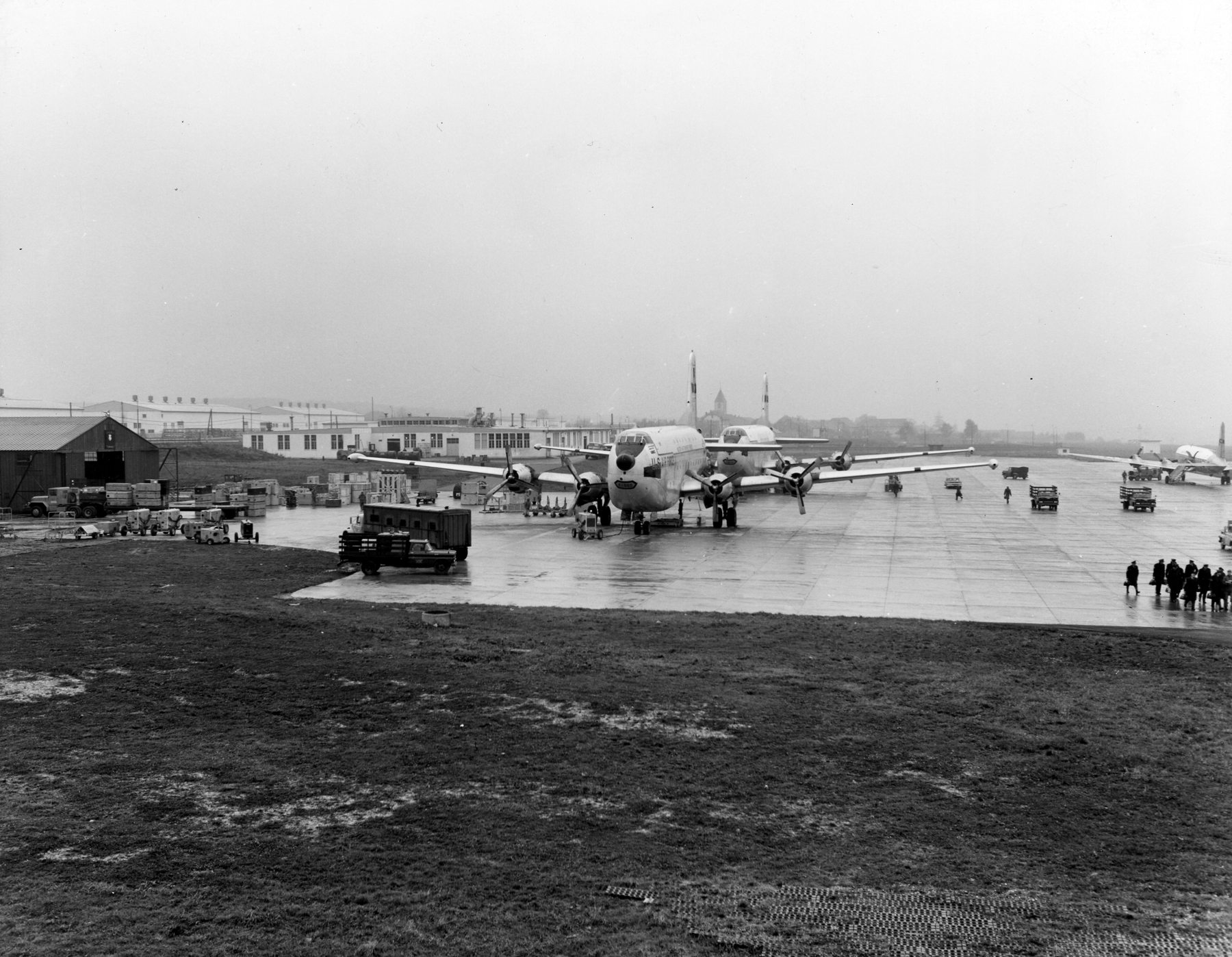
C-124C à Phalsbourg durant la crise de Berlin.

La base est réactivée le 5 septembre 1961 dans le cadre de l'opération Tack Hammer menée par les Américains à la suite de la seconde crise de Berlin.

### 102nd Tactical Fighter Wing

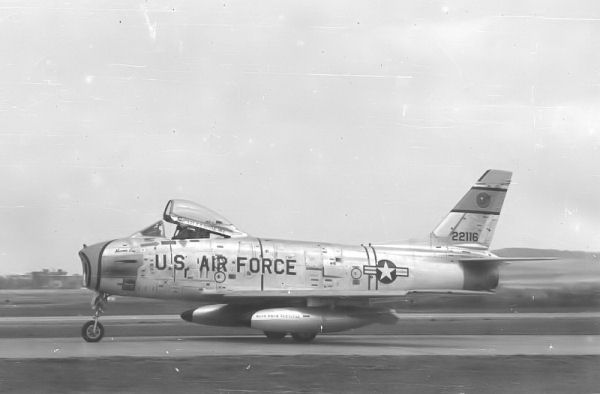
Un F-86H du 138th Tactical Fighter Squadron/102d Tactical Fighter Wing à Phalsbourg en 1962.

Au cours de l'été 1961, alors que la seconde crise de Berlin était en cours, plusieurs unités de l'US Air Force furent informées le 16 août de leur reprise du service actif. Le 1er octobre, le 102nd Tactical Fighter Wing du Massachusetts Air National Guard et ses trois escadrons (101st, 131st et 138th) est réactivé sur la Otis Air National Guard Base.
Du 28 au 30 octobre, le 102nd Tactical Fighter Wing quitte l'aéroport international de Boston-Logan pour Phalsbourg. Le 102nd disposait de quatre-vingt-deux F-86H, deux Douglas C-47 Skytrain et six Lockheed T-33 Silver Star.
La principale mission du 102nd était de fournir un appui aérien aux forces terrestres de l'OTAN. Il était donc en état d'alerte 24 heures sur 24. À partir du 5 décembre, le 102nd se déploie à Wheelus Air base en Libye pour des entrainements.
Pendant son séjour en Europe, le 102nd participa à plusieurs exercices de l'OTAN et de l'US Air Force.
Le 7 mai 1962, la Seventeenth Air Force décida de rapatrier le 102nd Tactical Fighter Wing aux États-Unis.
Le 102nd quitta la France en juillet et août 1962. Les derniers avions décolèrent de Phalsbourg le 20 juillet. La base est encore une fois placée sous la responsabilité du 7486th Air Base Group.
La piste est rénovée après le départ des avions ce qui entraina la fermeture de la base aux opérations tactiques jusqu'en décembre.

### 480th Tactical Fighter Squadron

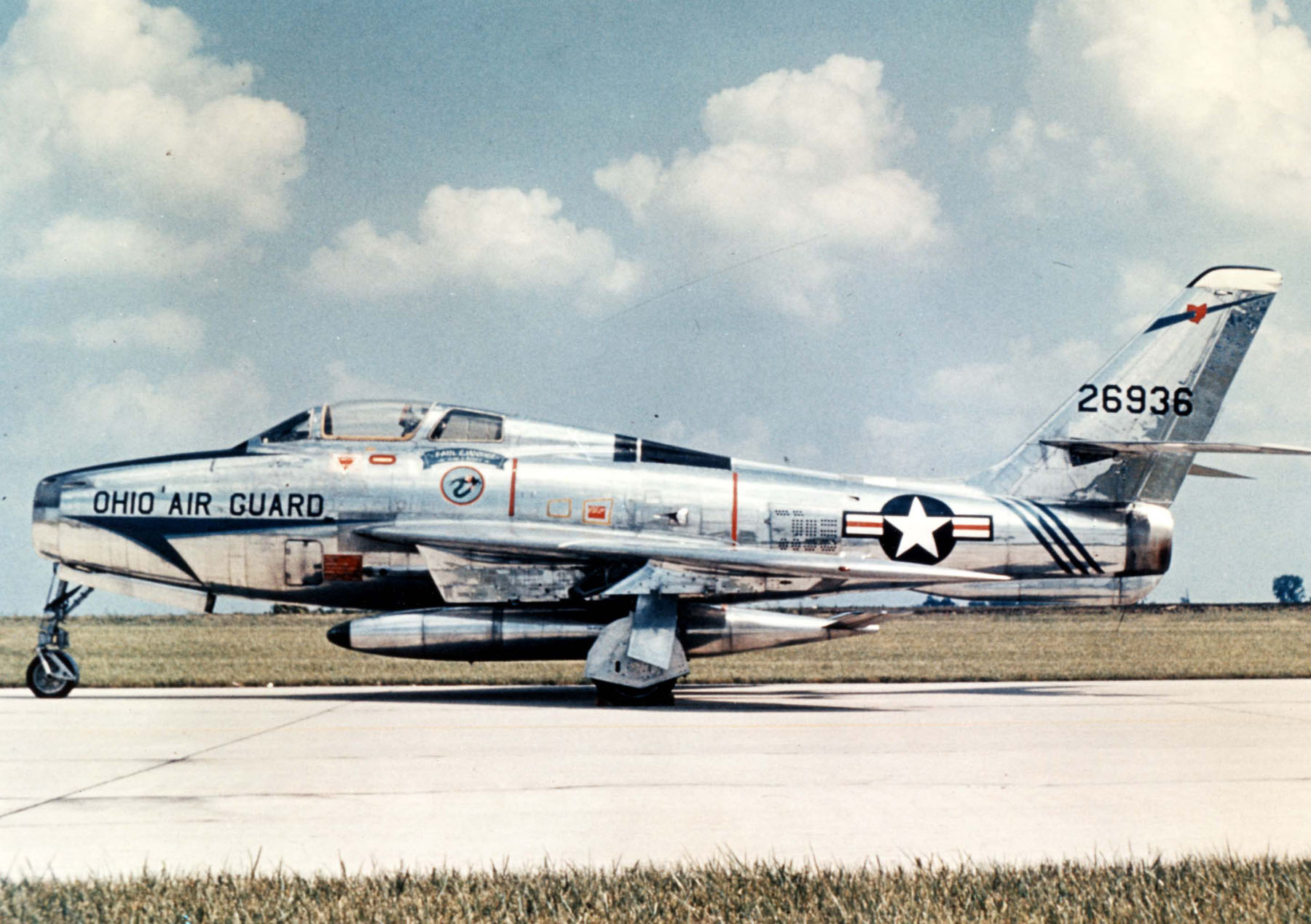
Un Republic F-84F-40-RE Thunderstreak 52-6526 du 480th TFS.

Le 366th Tactical Fighter Wing est activé sur la base aérienne de Chaumont-Semoutiers le 8 mai 1962. Il compte quatre escadrons équipés d'avions laissés en France par la Garde nationale aérienne après la crise de Berlin.
Le 480th Tactical Fighter Squadron arrive à Phalsbourg en décembre, il fait partie du 366th Tactical Fighter Wing de Chaumont-Semoutiers. Il dispose de vingt F-84Fs. Les autres escadrons du 366th Tactical Fighter Wing sont déployés à Chaumont-Semoutiers, Étain-Rouvres et Chambley-Bussières.
La mission du 480th était de fournir un support aérien à la Seventh United States Army. Comme son prédécesseur, le 102nd Tactical Fighter Wing, le 480th était en état d'alerte 24 heures sur 24. En septembre 1962, des pilotes du 480th partent s'entrainer à Wheelus Air base en Libye. 
Au cours de la crise des missiles de Cuba, en octobre 1962, le 480th était en état d'alerte totale. Ses appareils étaient chargés de bombes.
Le 16 juillet 1963, le 480th Tactical Fighter Squadron quitte Phalsbourg et rejoint le reste du 366th Tactical Fighter Wing à Holloman Air Force Base au Nouveau-Mexique. La base, placée en réserve, est administrée par le  7369th Combat Support Group.
Jusqu'en 1966, la base de Phalsbourg est utilisée occasionnellement par l'OTAN. En octobre 1963, elle est utilisée pendant une quarantaine de jours par le 401st Tactical Fighter Wing de la England Air Force Base en Louisiane. Le 401st était équipé de North American F-100 Super Sabre.

### Départ de l'USAFE
Le 7 mars 1966, le général de Gaulle annonça que la France se retirait du commandement intégré de l'OTAN. Au 1er avril 1967, les États-Unis devaient avoir retiré toutes leurs troupes présentes sur le territoire français.
Le 15 février 1967, le drapeau américain fut descendu et remis au Musée de la ville de Phalsbourg.

### Armée de terre française
Le groupe d'aviation légère du 1er corps d'armée (GALCA 1) est créé le 1er juillet 1969 sur la base de Phalsbourg renommée quartier La Horie en l'honneur de Jean Fanneau de la Horie. Le GALCA 1 est formé à partir de l'escadrille de liaison du 1er corps d'armée (ELCA), créée en janvier 1968 à Nancy, et du 3e groupe d'aviation légère de l'Armée de terre (3e GALAT) de Rennes.
Le GALCA 1 dispose de cinq Broussard, dix Alouette II, quinze Alouette III et vingt-et-un Puma.
Le 1er régiment de chasseurs (1er RCH) s'installe également sur la base le 1er juillet 1969.
Le 1er juin 1970, la 672e compagnie de réparation ALAT (672e CRALAT), en provenance de Nancy, arrive à Phalsbourg. 
Le 1er régiment de chasseurs est dissous le 31 juillet 1976, il est relevé par le 68e régiment d'artillerie (68e RA). 

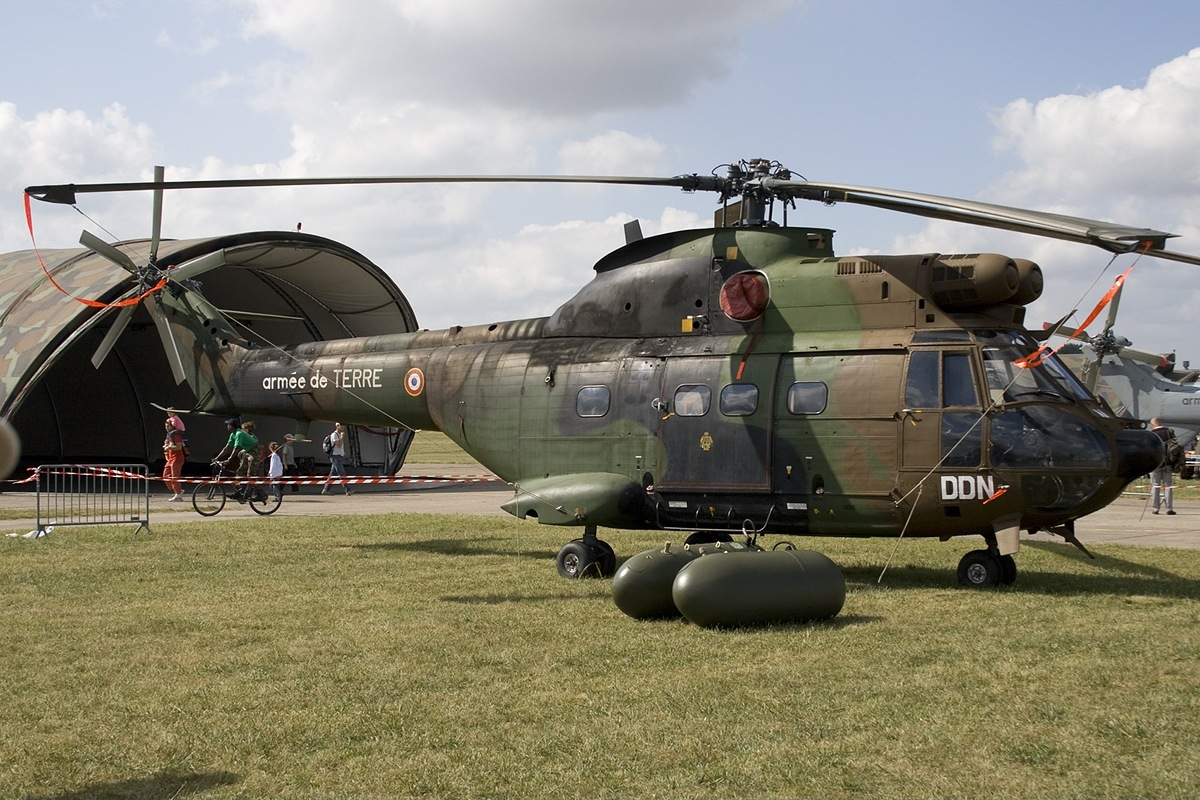
Un SA330B Puma sur la base, en 2009.

Le GALCA 1 est dissous le 31 juillet 1977 et le 1er régiment d'hélicoptères de combat (1er RHC) est créé le lendemain. La 672e CRALAT est également dissoute le 31 juillet 1977 et remplacée par le 1er groupement de soutien ALAT (GSALAT).
En 1984, le 68e régiment d'artillerie rejoint le camp de La Valbonne et le quartier La Horie accueille le 6e régiment d'artillerie (6e RA). Ce dernier est dissous en 1993.
Le 1er juillet 1985, le 1er GSALAT est intégré au 1er régiment du matériel (1er RMAT) de Sarrebourg.
Les 2e et 3e escadrilles d’hélicoptères de manœuvre du 4e régiment d'hélicoptères de commandement et de manœuvre (4e RHCM) s'installent à Phalsbourg en 1985.
Le 23e bataillon du matériel est créé à Phalsbourg le 1er juillet 1986 à partir du détachement ALAT de Phalsbourg du 1er régiment du matériel. Il devient le 9e régiment de soutien aéromobile (9e RSAM) un an plus tard, le 1er juillet 1987.
Le 4e régiment d'hélicoptères de commandement et de manœuvre est dissous le 30 juin 1999.
Le 9e régiment de soutien aéromobile — devenu 9e régiment du matériel — quitte Phalsbourg en juillet 1999 pour s'installer à Woippy. Il est remplacé par le 6e régiment du matériel (6e RMAT). Le 6e RMAT est transféré à Besançon en juillet 2005. La 15e base de soutien du matériel (15e BSMAT) lui succède.
La 15e BSMAT est finalement dissoute le 26 juin 2014.

## La base aujourd'hui
En plus du 1er régiment d'hélicoptères de combat (1er RHC), la base accueille le groupement de soutien de la base de défense de Phalsbourg (GSBdD), l'unité de soutien de l'infrastructure de la Défense de Phalsbourg (USID), la 42e antenne médicale, une antenne du Service industriel de l'aéronautique (SIAé) et un dépôt des essences (DEALAT). 

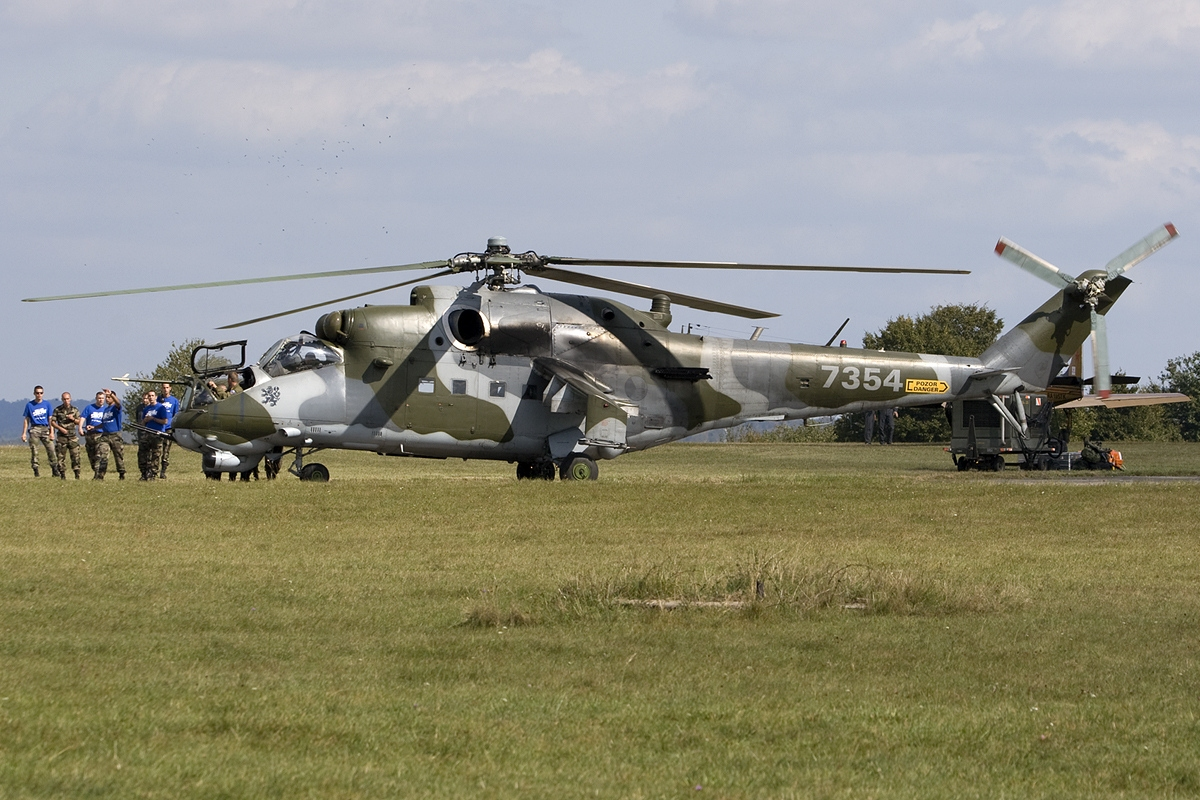
Un Mil Mi-24 tchèque sur la base lors d'un meeting en 2009.

Un important meeting aérien, le « Phalsbourg Air Show », y est organisé, en général, tous les deux ans.
De mi-avril à mi-octobre, un berger et ses 650 moutons sont présents sur le site pour entretenir les 110 hectares de surfaces enherbées,.
La base est ouverte à certains aéro-clubs pour qu'ils puissent y faire des tours de piste mais sans se poser[réf. nécessaire].